# Bruno Schwarze
Bruno C. W. Schwarze (* 31. Juli  1876 in Braunschweig; † 16. April 1960 in Darmstadt) war ein deutscher Ingenieur und Ministerialbeamter.

## Werdegang
Schwarze promovierte zum Doktoringenieur. Er war 1941 Ministerialdirigent im Reichsverkehrsministerium. Nach dem Zweiten Weltkrieg war er Präsident des Oberprüfungsamts für den Höheren Technischen Verwaltungsdienst für die britische Zone/das Vereinigte Wirtschaftsgebiet (OPA) in Bielefeld. Er war auch Leiter der Studien-Konferenzen und der Studienkurse der Deutschen Bundesbahn.
Schwarze war mit der Malerin Elsa von Arnim (1888–1980), Tochter von Karl von Arnim-Züsedom, verheiratet. Er gehörte dem Verein Deutscher Ingenieure (VDI) mit der Mitgliedsnummer 02101 an.

## Ehrungen
- Ernennung zum Geheimrat
- Dr.-Ing. E. h.
- Ehrenbürger der Technischen Hochschule Danzig[1]
- Ehrenvorsitzender der Technisch-Wissenschaftlichen Lehrmittelzentrale (TWL)[1]
- 1952: Großes Verdienstkreuz der Bundesrepublik Deutschland

## Schriften (Auswahl)
- Das Unterrichts- und Bildungswesen der Deutschen Reichsbahn – Eine Einführung zu der Dienstvorschrift 128 für das Unterrichtswesen. Verkehrswissenschaftliche Lehrmittelgesellschaft bei der Deutschen Reichsbahn, Berlin 1932.
- Reichsbahn und Wissenschaft – Ein Auskunftsbuch für Universitäten, Hochschulen und Behörden. Verkehrswissenschaftliche Lehrmittelgesellschaft bei der Deutschen Reichsbahn, Berlin 1933.
- Die Technik, ihre Problematik und Praxis – Eine Einführung für Nichttechniker, insbesondere für nichttechnische Studierende aller Fakultäten. E. Schmidt, Berlin/Bielefeld/Detmold 1949 (unter Mitwirkung von Curt Ibert).